# Ачу-Елга
Ачу-Елга (баш. Асыуйылға) — деревня в Татышлинском районе Республики Башкортостан Российской Федерации. Входит в состав Курдымского сельсовета. 

## География

### Географическое положение
Расстояние до:
- районного центра (Верхние Татышлы): 35 км,
- центра сельсовета (Старый Курдым): 10 км,
- ближайшей ж/д станции (Рабак): 8 км.

## Население
| 2002 | 2009 | 2010 |
| ---- | ---- | ---- |
| 91   | ↘71  | ↘69  |

Национальный состав
Согласно переписи 2002 года, преобладающая национальность — башкиры (97 %).